# Otília de Katzenelnbogen
Otília de Katzenelnbogen (em alemão:  Ottilie von Katzenelnbogen; Ca. 1451 – Baden-Baden, 15 de agosto de 1517), foi uma nobre alemã que, por casamento, viria a ser Marquesa de Baden.

## Biografia
Otília era a filha única de Filipe II o Jovem de Katzenelnbogen (1427–1453) e de Otília de Nassau-Dillenburgo (1437–1493), filha do conde João IV de Nassau. O seu batizado ocorreu um mês após a morte do pai, a 22 de março no castelo de Starkenburgo, próximo de Darmstadt.
Filipe II, o Jovem, era, por sua vez, o mais velho dos dois filhos de Filipe I, o Antigo (1402–1479), Conde de Katzenelnbogen, e da sua primeira mulher, Ana de Vurtemberga (1408–1471).
Pouco tempo após o tio de Otília, e último membro masculino da família, Eberardo de Katzenelnbogen, ter sido assassinado (1456), o avô Filipe I fez um acordo com o Eleitor Palatino Frederico I, pelo qual Otília seria prometida ao sobrinho do Eleitor, Filipe. Contudo, quando a menina atingiu uma idade casadoira em 1467, 11 anos após o acordo, o noivo recusou casar, alegando razões pessoais. Em vez disso, e graças às intrigas de João II de Baden, Eleitor-Arcebispo de Tréveris, ela ficou noiva do seu sobrinho, Cristóvão, herdeiro da Marca de Baden-Baden.
O contrato de casamento foi assinado a 20 de junho de 1468, e a cerimónia formal de casamento teve lugar sete meses depois, a 30 de janeiro de 1469 na cidade de Coblença  parte de um duplo casamento, uma vez que a irmã de Cristóvão, Cimburga casou em simultâneo com o conde Engelberto II de Nassau-Dillenburgo (primo direito da mãe de Otília). Apenas dois anos depois, ante de 13 de janeiro de 1471, Otília de  Nassau-Dillenburgo, Condessa viúva de Katzenelnbogen voltaria a casar com o conde Osvaldo de Thierstein (1435-1488) e 3 anos depois, a 24 de janeiro de 1474, Ana de Nassau-Dillenburgo, irmã de Engelberto II, casou com o conde Filipe I de Katzenelnbogen, o Antigo como sua segunda mulher.
O dote de Otília foi o mais elevado que, na Idade Média, alguma vez a Casa de Baden recebera. Para além disso, existia o castelo de Stadeck com todas as suas rendas (cerca de 26.000 florins, aos quais seriam adicionados mais 48.000 a longo-prazo. O montante total seria cerca de 80.000 florins.
Após a morte do avô de Otília, em 1479, iniciou-se uma disputa com o marido da sua tia, Henrique III de Hesse, por uma parcela das possessões dos Katzenelnbogen, que haviam sido previamente negociadas no contrato de casamento de Otília. Após longas negociações, foi estabelecido um acordo entre as partes, no qual o Marquês de Baden-Baden recebia a soma de 4.000 florins em troca da renúncia formal às pretensões da mulher. Quando o primo de Otília, Guilherme III de Hesse, morreu em 1500, ela recebeu mais 12.000 florins como compensação monetária pelo que, em Março de 1501, a Casa de Baden abandonou, finalmente, as suas pretensões sobre o Condado de Katzenelenbogen.

## Casamento e descendência

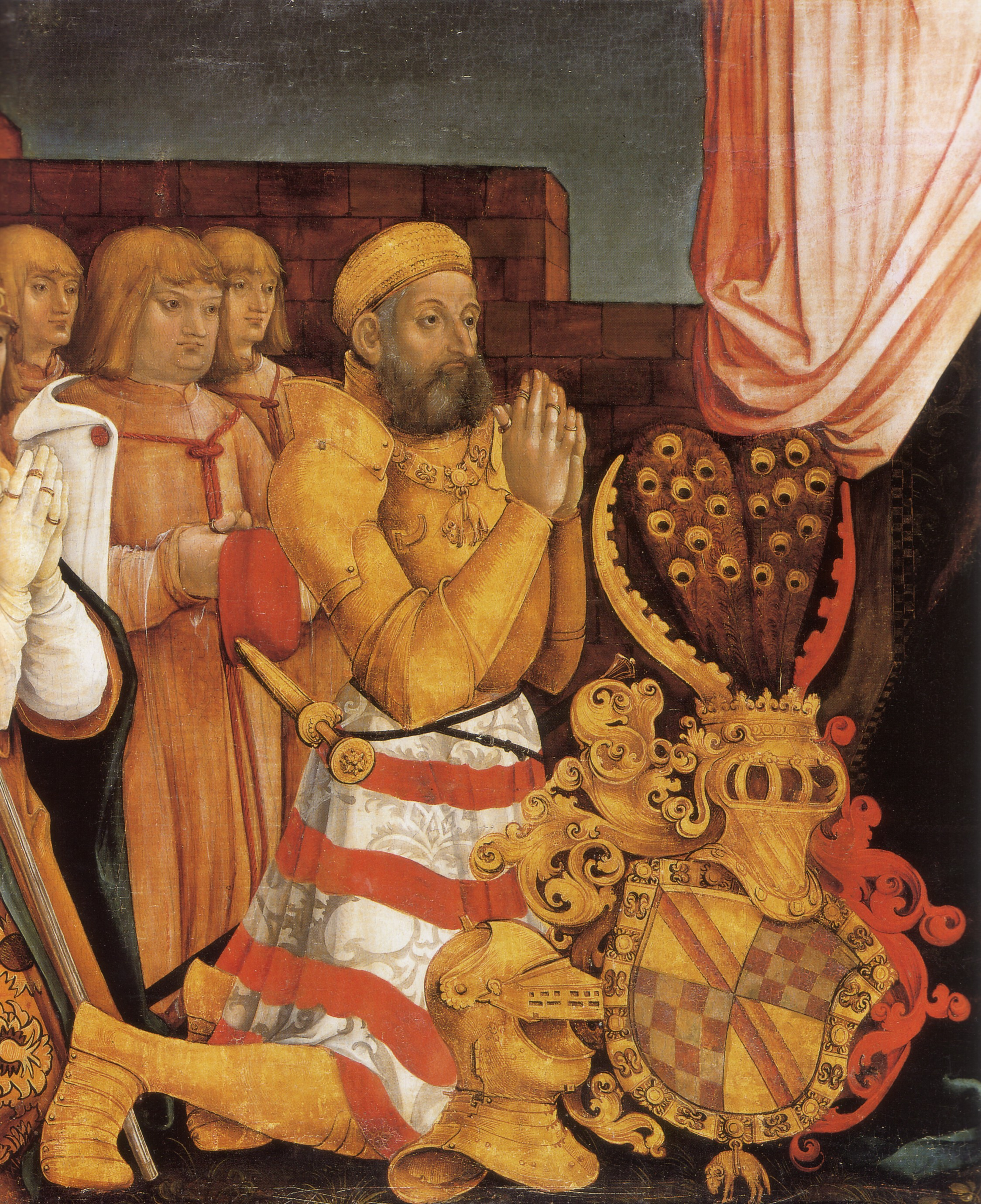
Detalhe de Markgrafentafel retratando Cristóvão I, por Hans Baldung.

A 30 de janeiro de 1469   Otília casou com Cristóvão I Baden (1453-1517), filho de Carlos I de Baden-Baden. O casamento é descrito como feliz. 
Desse casamento nasceram 15 filhos dos quais 13 atingiram a idade adulta:
1. Otília (Ottilie) (1470-1490), Abadessa em Pforzheim;
2. Jaime (Jakob) (1471-1511), Arcebispo-Eleitor de Tréveris;
3. Maria (Maria) (1473-1519), Abadessa em Lichtenthal;
4. Bernardo III (Bernhard) (1474-1536), Margrave de Baden-Baden;
5. Carlos (Karl) (1476-1510), cónego em Estrasburgo e Tréveris;
6. Cristóvão (Christoph) (1477-1508), cónego em Estrasburgo e Tréveris;
7. Filipe (Philipp) (1478-1533), Margrave de Baden-Sponheim;
8. Rodolfo (Rudolf) (1481-1532), cónego em Mogúncia, Colónia, Estrasburgo e Augsburgo;
9. Ernesto (Ernst) (1482-1553), Margrave de Baden-Durlach;
10. Wolfgang (Wolfgang) (1484-1522);
11. Sibília (Sibylle) (1485-1518), casou em 1505 com Filipe III, Conde de Hanau-Lichtenberg;
12. Rosina (Rosine) (1487-1554), casou em primeiras núpcias com Francisco Wolfgang, Conde de Hohenzollern e, em segundas núpcias com João von und zu Wachendorf;
13. João (Johann) (m. 1490);
14. Beatriz (Beatrix) (1492-1535), casou em 1508 com João II do Palatinado-Simmern;
15. Jorge (Georg) (1493-1493).

## Morte
Otília veio a falecer a 15 de Agosto de 1517, em Baden-Baden, sendo sepultada na igreja da Colegiada local. O seu epitáfio em bronze mostra a sua imagem com os brasões de Württemberg e de Katzenelnbogen a seus pés.